# Carrer Mossèn Jacint Verdaguer (Anglès)
El carrer Mossèn Jacint Verdaguer és un carrer al municipi d'Anglès catalogat a l'Inventari del Patrimoni Arquitectònic de Catalunya. Es tracta d'un carrer important a nivell general dintre de l'entremat urbà del barri vell, però que no disposa ni de la rellevància ni de la transcendència i repercussió d'altres carrers o emplaçaments de major entitat com ara el carrer d'Avall, la travessera del carreró o el carrer Major, tot i ser una prolongació d'aquest últim.

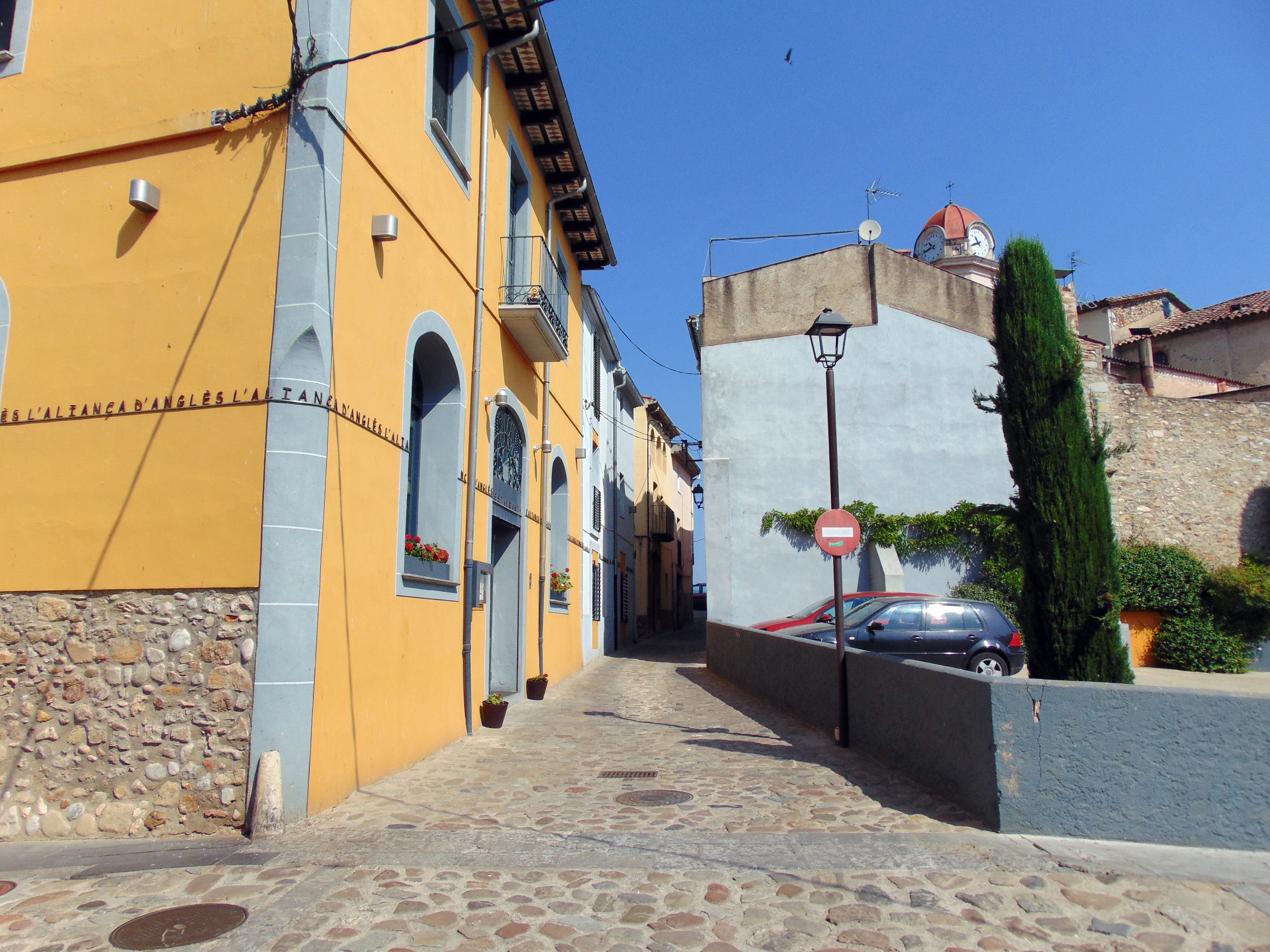
Vista des del carrer d'Avall, amb el Cafè de l'Aliança a l'esquerra

Al llarg del carrer, el qual inicia el seu transcurs coincidint amb la façana principal de l'església parroquial de Sant Miquel, conviuen dues naturaleses constructives pròpies de dos moments històrics diferents, com són: per una banda, les construccions d'època medieval, en la qual apareixen dues tipologies evidents, com són les cases medievals i les cases medievals transformades, amb absència de casals gòtics propis d'altres carrers de la vila. Les cases medievals solen disposar de planta baixa més un o dos pisos superiors, i sovint també golfes. La façana varia segons l'amplada, però sempre domina el ple sobre el buit (finestres petites i emmarcades de pedra). La porta normalment és de mig punt i feta amb pedra de riu. Mentre que les cases medievals transformades, que com el seu nom bé indica, aquestes han experimentat una reordenació de la façana buscant més llum, amb obertura o transformació de finestres preexistents en balcons. Mentre que per l'altra, també afloren algunes construccions d'època contemporània, tant del segle xix com de nova construcció.

## Història
Fins a finals del segle xix, la vila d'Anglès no va començar a canviar radicalment la seva estructura urbanística. Els canvis tenen a veure sobretot, encara que no afectin especialment al barri vell, amb la instal·lació de la indústria tèxtil. L'antiga pobla va començar a créixer a redós del castell dels Cabrera, documentat almenys des de principis del segle xiii. Aprofitant la seguretat que oferia el recinte fortificat, hi construïren la seva residència nombrosos artesans i comerciants, que s'establiren al voltant de seus i institucions com la notaria i la batllia, o de botigues com la gabella, la carnisseria i la fleca, que depenien del senyor del castell. A més del recinte del Castell, existia un baluard extern on actualment hi ha l'església.
A principis del segle xx, es varen efectuar en el barri antic de la població dues actuacions urbanístiques prou importants com per modificar i millorar enormement aquell sector: ens referim a la construcció i urbanització dels carrers i plaça del barri de Santa Magdalena i en especial a l'enderrocament de l'antic cementiri de la vila, al costat de l'església de Sant Miquel és a dir en ple carrer Mossèn Jacint Verdaguer.
Aquell fossar, que tenia poques condicions higièniques i manca d'espai per engrandir-lo, va ser clausurat a mitjan segle xix. L'any 1867, l'ajuntament i la parròquia aprovaven els estatuts per al funcionament del nou cementiri municipal, que es construiria en l'indret conegut com el camp d'en Ferro - en l'actualitat el carrer de la Verneda i el carrer d'Alfred Nobel-.
La comunicació directa entre el carrer Major i el barri de santa Magdalena, mitjançant l'actual carrer de Mossèn Jacint Verdaguer, va ser possible a partir de l'any 1925. Aleshores, l'ajuntament va comprar a la diòcesi gironina, pel preu de 500 pessetes, el terreny davant la porta d'entrada a l'església parroquial, amb la condició que urbanitzaria aquella zona.